# Alessandro Altobelli
Alessandro Altobelli (ur. 28 listopada 1955 w Sonnino) – włoski piłkarz, również piłkarz plażowy. Dwukrotny król strzelców na mistrzostwach świata w piłce plażowej (w 1995 oraz 1996 roku).
Altobelli rozpoczynał swoją profesjonalną karierę w klubie Brescia Calcio, grającym wtedy w Serie B. Szybko został dostrzeżony przez działaczy Interu Mediolan, do którego przeszedł w 1977. Razem z klubem Nerrazurrich zdobył mistrzostwo Włoch w 1980 oraz dwa razy Puchar Włoch (1978, 1982). Dla Interu Altobelli zagrał 466 meczów i zdobył 209 goli. Grał również w reprezentacji Italii, z którą zdobył mistrzostwo świata 1982 w Hiszpanii. Występował także na Mistrzostwach Europy 1980, Mundialu 1986 oraz Mistrzostwach Europy 1988. Dla Squadra Azzurra zagrał 61 razy, zdobywając 25 bramek (również jedną w meczu finałowym Mistrzostw Świata 1982 wygranym 3:1 z RFN). Altobelli kończył karierę w Juventusie, gdzie grał rok w sezonie 1988/1989. Ostatecznie zakończył karierę po sezonie 1989/1990, spędzonym w drugoligowej Brescii.